# Horst-Dieter Klock
Horst-Dieter Klock (* 22. August 1935 in Saarbrücken; † 22. August 2011) war ein deutscher Theaterwissenschaftler, Filmproduktionsleiter, Kinderbuchautor und Gründer sowie mehrjähriger Leiter der Berliner Märchentage.

## Leben und Wirken
Horst-Dieter Klock zog 1965 mit seiner Familie nach Berlin-Schöneberg. 1977 legte er mit Theater als Ereignis – ein Beitrag zur Spezifik des theatralen Vorgangs seine Dissertation vor und wurde als Theaterwissenschaftler mit magna cum laude promoviert. Anschließend hatte er u. a. eine kleine Rolle in dem Film Die Ehe der Maria Braun von Rainer Werner Fassbinder, beriet David Bowie für dessen Hauptrolle als „Paul“ in Schöner Gigolo, armer Gigolo und übernahm die Pressearbeit der Chronos Film. Mitte der 1980er blieben die Aufträge als Filmproduktions- und Aufnahmeleiter aus, weshalb er erst eine Stelle als Hauswart und bald darauf als Archivar an der Technischen Universität Berlin übernahm.
Um „den Untergang der Märchenerzählkultur aufzuhalten“, gab Klock 1990 in der Neuen Gesellschaft für Literatur den Anstoß, die Berliner Märchentage zu gründen und war bis 1999 deren hauptamtlicher Leiter und Autor. Bei seinem Ausscheiden wurden die Berliner Märchentage im Oktober 1999 mit dem Deutschen Kinderkulturpreis ausgezeichnet. In diesem Zusammenhang erhielt er mit der Rahel-Varnhagen-von-Ense-Medaille (2002) und dem Bundesverdienstkreuz am Bande (2003) auch noch an seine Person gebundene Auszeichnungen.
Er war ab 1984 Mitglied im Friedrich-Bödecker-Kreis und ab 1987 in der Neuen Gesellschaft für Literatur.
Horst-Dieter Klock hatte zusammen mit seiner drei Jahre vor ihm wie er ebenfalls an Krebs verstorbenen Frau fünf Kinder und lebte bis zu seinem Tod in Berlin-Schöneberg.

## Auszeichnungen
- 2002: Rahel-Varnhagen-von-Ense-Medaille[6]
- 2003: Bundesverdienstkreuz am Bande am 12. Februar 2003[5]

## Bibliografie
- Theater als Ereignis – ein Beitrag zur Spezifik des theatralen Vorgangs. Freie Universität Berlin, Fachbereich 11 – Philosophie u. Sozialwiss., Dissertation von 1976. Erscheinungsjahr 1977.
- Der Baum muss bleiben. Kinderbuch mit Illustrationen von Angela Weinhold. Erika Klopp Verlag, Berlin 1984 (2. Aufl. 1985). ISBN 3-7817-1022-X.

De boom moet blijven. Übersetzung ins Niederländische von M. C. Caljé-Hamer. Illustrationen: Liselot Ribbens. Omniboek, Den Haag 1985. ISBN 90-6207-316-6.

## Filmografie
Angaben dazu siehe Internet Movie Database und filmportal.de:
- Darsteller in der Rolle: Mann mit Auto: Die Ehe der Maria Braun. Regie: Rainer Werner Fassbinder. 1979
- Produktionsleitung: Geheime Reichssache. Regie: Jochen Bauer,  Produktion: Bengt von zur Mühlen. 1979
- Aufnahmeleitung: Schattengrenze. Regie: Wolf Gremm. 1979
- Produktionsleitung: Der Todesspringer. Regie: Benno Trautmann. 1984